# Ceroplastes longicauda
Ceroplastes longicauda  (лат.) — вид полужесткокрылых насекомых-кокцид рода Ceroplastes из семейства ложнощитовки (Coccidae).

## Распространение
Африка: Ангола, Замбия, Зимбабве, Кения, ЮАР.

## Описание
Питаются соками растений таких семейств, как Bignoniaceae: Jacaranda ovalifolia; Jacaranda mimosaefolia; Euphorbiaceae: Euphorbiaceae pulcherrima; Malvaceae: Grewia monticola; Grewia flavescens; Meliaceae: Melia; Verbenaceae: Vitex petersiana.
.
Таксон Ceroplastes longicauda включён в состав рода Ceroplastes Gray, 1828 (триба Ceroplastini) вместе с видами Ceroplastes brevicauda, Ceroplastes eugeniae, Ceroplastes uapacae, Ceroplastes spicatus, Ceroplastes helichrysi, Ceroplastes royenae, Ceroplastes toddaliae, и другими.